# George Jean Nathan
George Jean Nathan (Fort Wayne, 14 de fevereiro de 1882 — Nova Iorque, 8 de abril de 1958) foi um  crítico e editor de teatro americano.